# شراكسة سلطانية
شراكسة سلطانية (الاسم العلمي:Charaxes imperialis) هي نوع من الحشرات تتبع جنس الشراكسة من فصيلة الحورائيات.